# Acanthocephalus fluviatilis
Acanthocephalus fluviatilis är en hakmaskart som beskrevs av Ilan Paperna 1964. Acanthocephalus fluviatilis ingår i släktet Acanthocephalus och familjen Echinorhynchidae. Inga underarter finns listade i Catalogue of Life.